# Communauté de communes de Hazelle en Haye
La communauté de Communes de Hazelle en Haye (CC2H) est une ancienne communauté de communes française, située dans le département de Meurthe-et-Moselle en région Grand Est.
En 2017, les communautés de communes du Toulois et de Hazelle en Haye fusionnent pour créer la communauté de communes Terres Touloises.

## Histoire
Elle est issue de la fusion le 1er janvier 2013 des communautés de communes du Massif de Haye et de la Hazelle.

## Composition
La communauté de communes de Hazelle en Haie compte 9 communes :
| Nom                          | Code Insee | Gentilé        | Superficie (km2) | Population (dernière pop. légale) | Densité (hab./km2) |
| ---------------------------- | ---------- | -------------- | ---------------- | --------------------------------- | ------------------ |
| Villey-Saint-Étienne (siège) | 54584      | Goniches       | 17,29            | 1 107 (2014)                      | 64                 |
| Aingeray                     | 54007      | Aingerois      | 12,79            | 560 (2014)                        | 44                 |
| Avrainville                  | 54034      | Avrainvillois  | 9,73             | 206 (2014)                        | 21                 |
| Fontenoy-sur-Moselle         | 54202      | Fontenoyens    | 5,54             | 370 (2014)                        | 67                 |
| Francheville                 | 54208      | Franchevillois | 10,94            | 281 (2014)                        | 26                 |
| Gondreville                  | 54232      | Gondrevillois  | 25,03            | 2 849 (2014)                      | 114                |
| Jaillon                      | 54272      | Jaillonais     | 7,47             | 460 (2014)                        | 62                 |
| Sexey-les-Bois               | 54506      | Sexois         | 6,81             | 354 (2014)                        | 52                 |
| Velaine-en-Haye              | 54557      | Velainois      | 17,87            | 1 794 (2014)                      | 100                |

## Administration
Le conseil communautaire est composé de 28 délégués, dont 5 vice-présidents.
| Période      | Période       | Identité            | Étiquette | Qualité                                     |
| ------------ | ------------- | ------------------- | --------- | ------------------------------------------- |
| janvier 2013 | décembre 2016 | Jean-Pierre Couteau |           | Maire de Villey-Saint-Étienne (depuis 2001) |